# Elk Creek Township (Iowa)
Pour les articles homonymes, voir Elk Creek.
Elk Creek Township est un township du comté de Jasper en Iowa, aux États-Unis,.
Le township est fondé en 1846.

## Source de la traduction
- (en) Cet article est partiellement ou en totalité issu de l’article de Wikipédia en anglais intitulé « Elk Creek Township, Jasper County, Iowa » (voir la liste des auteurs).